# Ільїно-Полянська сільська рада
Ільї́но-Поля́нська сільська рада (рос. Ильино-Полянский сельский совет) — муніципальне утворення у складі Благовіщенського району Башкортостану, Росія. Адміністративний центр — село Ільїно-Поляна.

## Населення
Населення — 2770 осіб (2019, 2898 в 2010, 2814 2002).

## Склад
До складу поселення входять такі населені пункти:
| Населений пункт             | Населення, осіб (2002) | Населення, осіб (2010) |
| --------------------------- | ---------------------- | ---------------------- |
| 2-а Александровка, присілок | -                      | 13                     |
| Арамелевка, присілок        | 165                    | 193                    |
| Ашкашла, присілок           | 18                     | 28                     |
| Воскресенка, присілок       | 8                      | 17                     |
| Ільїно-Поляна, село         | 2011                   | 2039                   |
| Нікольське, присілок        | 3                      | 3                      |
| Пекарська, присілок         | 27                     | 9                      |
| Покровське, присілок        | 0                      | 1                      |
| Преображенське, присілок    | 12                     | 6                      |
| Рождественське, присілок    | 98                     | 104                    |
| Ситники, присілок           | 4                      | 32                     |
| Соколовське, присілок       | 76                     | 63                     |
| Старогілево, присілок       | 0                      | 9                      |
| Турушла, присілок           | 357                    | 351                    |
| Уса, присілок               | 13                     | 11                     |
| Файзуллинське, присілок     | 21                     | 13                     |
| Шалана, присілок            | 1                      | 6                      |